# Markuszów
Markuszów dawniej też Markuszew – osada w Polsce położona w województwie lubelskim, w powiecie puławskim, w gminie Markuszów
Osada leży nad rzeką Kurówką. Siedziba gminy Markuszów. Dawniej miasto; uzyskał lokację miejską około 1550 roku, zdegradowany w 1869 roku. Historycznie położony jest w Małopolsce (początkowo w ziemi sandomierskiej, a następnie w ziemi lubelskiej). W drugiej połowie XVI wieku położony był w powiecie lubelskim województwa lubelskiego. W latach 1954–1972 wieś należała i była siedzibą władz gromady Markuszów. W latach 1975–1998 miejscowość położona była w ówczesnym województwie lubelskim.
Miejscowość była siedzibą gminy Markuszów, która istniała do 1973 roku i została reaktywowana ponownie w 1984 roku (jednak z mniejszą powierzchnią).
W osadzie jest 20 nazwanych ulic.
Wieś jest siedzibą rzymskokatolickiej parafii św. Józefa.

## Historia
Wieś wzmiankowana w 1317. Już od tego momentu w rękach rodu, który ostatecznie przyjął nazwisko Firlej. W 1330 lokacja na prawie magdeburskim. Około 1550 roku Markuszów uzyskał prawa miejskie, potwierdzone i rozszerzone w 1686. W 1630 pojawia się pierwsza wzmianka o markuszowskich Żydach. W 1661 r. było ich 9, w 1756 r. 356, zaś w 1827 r. 343, co stanowiło 42,5% ogółu mieszkańców. Tutejsza gmina żydowska uzyskała w 1681 r. zezwolenie na wybudowanie synagogi. Żydzi z Markuszowa mieli także swoje cmentarze - stary i nowy. Jako miasto prywatne, po Firlejach przeszedł Markuszów na dłużej wraz z okolicznymi dobrami w ręce Sobieskich, by następnie zmieniać właścicieli. 
Podczas wojny w obronie Konstytucji 3 maja nieopodal odbyła się bitwa wojsk polskich z najeźdźcami rosyjskimi. Kolejna bitwa odbyła się tu podczas powstania listopadowego, w pobliskich miejscowościach walczono również podczas powstania styczniowego.
Te ostatnie wydarzenia skutkowały odebraniem praw miejskich, podobnie jak w przypadku wielu innych polskich miejscowości.
W roku 1906 na pograniczu Łan i Markuszowa uformowała się mariawicka parafia pw. Przenajświętszego Sakramentu, założona przez dotychczasowego wikariusza parafii św. Józefa Oblubieńca w Markuszowie, kapłana Piotra Marię Ładysława Golińskiego. W latach 1907–1909 mariawici wybudowali swój kościół i założyli odrębny wyznaniowy cmentarz. 
Ostatnim właścicielem (do parcelacji w 1938) był Bohdan Broniewski. Broniewscy zachowali park po byłym pałacu i inne nieruchomości do reformy rolnej po drugiej wojnie światowej, kiedy i tego ich pozbawiono.
W 1939 naloty niemieckie poważnie zniszczyły osadę. W 1942 Niemcy zlikwidowali społeczność żydowską, która stanowiła wówczas nieco ponad połowę ludności osady - w 1921 r. Markuszów zamieszkiwało 1001 Żydów, co stanowiło 54,2% ogółu. Część Żydów została wywieziona do Sobiboru, a część zabita na miejscu. Niemcy zdewastowali wówczas także miejscowe kirkuty i zniszczyli synagogę.

## Ważniejsze obiekty
- Kościół św. Józefa Oblubieńca Najświętszej Maryi Panny w Markuszowie – kościół parafialny
- Kościół św. Ducha w Markuszowie – kościół poszpitalny
- Kościół św. Małgorzaty w Markuszowie – nieistniejący od połowy XV w.
- Kościół Przenajświętszego Sakramentu w Łanach – świątynia mariawicka znajdująca się na granicy Łan i Markuszowa.
- Synagoga w Markuszowie
- Cmentarz rzymskokatolicki w Markuszowie
- Cmentarz mariawicki w Markuszowie
- Stary cmentarz żydowski w Markuszowie
- Nowy cmentarz żydowski w Markuszowie

## Turystyka
- Szlak Renesansu Lubelskiego